# Китто, Станислав Эдуардович
Станислав Эдуардович Китто (эст. Stanislav Kitto, 30 ноября 1972, Нарва, Эстонская ССР, СССР) — эстонский футболист, центральный защитник и полузащитник оборонительного плана. Долгое время был рекордсменом по числу сыгранных матчей в высшем дивизионе чемпионата Эстонии, пока в 2017 году рекорд не был побит Андреем Калимуллиным. Бо́льшая часть карьеры связана с клубом «Нарва-Транс», с которым становился многократным призёром чемпионата, и где он был многолетним капитаном.

## Карьера
Профессиональную карьеру Станислав Китто начинал в клубах «Балтика» (Нарва) и  «Звезда» (Таллин), выступавших в футбольных соревнованиях Эстонской ССР.
В 1992—1995 годах играл в чемпионате Эстонии (Лиги мастеров, эст. Meistriliiga) за клуб «Нарва-Транс», представляющий родной город игрока. В этот период карьеры Китто сыграл за клуб 89 игр и выиграл вместе с командой бронзовые медали сезона 1994/1995.
В 1995 году на правах аренды выступал за клуб «Заря» (Луганск) в чемпионате Украины. Китто заинтересовал своей игрой руководство луганского клуба на «Кубке Президента Туркменистана», где участники турнира «Заря» и «Нарва-Транс» встречались в очном поединке. Его привлекала возможность выступать в более сильном чемпионате, но закрепиться в основном составе у него не получилось, — сыграв всего четыре игры за «Зарю» он вернулся в Нарву.
В 1999 году по приглашению главного тренера Яниса Гилиса перешёл в ФК «Рига», выступавший в высшей лиге Латвии. С командой Китто выиграл Кубок Латвии 1999. Однако в 2000 году, со сменой главного тренера команды, перестал попадать в стартовый состав и перешёл в рижскую «Даугаву» по приглашению главного тренера Игоря Клёсова, но уже после окончания сезона клуб столкнулся с финансовыми проблемами и был расформирован.
В 2001 году Станислав Китто вернулся в чемпионат Эстонии, подписав контракт с клубом ТФМК из Таллина. По итогам сезона команда завоевала серебряные медали. После окончания годичного контракта Китто вернулся в «Нарва-Транс».
В 2002—2014 годах вновь выступал за «Нарва-Транс», в этот период Китто сыграл в чемпионате 351 матч, а клуб пять раз становился бронзовым призёром и один раз серебряным.
14 марта 2010 года Станислав Китто сыграл свой 400-й матч в чемпионате Эстонии, в этой игре «Нарва-Транс» победил на своём поле будущего чемпиона таллинскую «Флору» со счётом 1:0.
17 июля 2013 года 40-летний Станислав сыграл свой 500-й матч в чемпионате Эстонии, в этой игре «Нарва-Транс» уступил в гостях в региональном дерби уезда Ида-Вирумаа «Калеву» из Силламяэ со счётом 2:3.
В 2013 году часть сезона провёл в аренде в клубе «Локомотив» (Йыхви), а в сезоне 2014 сыграл одну игру в малом Кубке Эстонии за дубль «Нарва-Транс».
С 2015 года Китто играл в команде «Ярве» из Кохтла-Ярве, выступавшей во второй по силе лиге Эстонии. Его дебют состоялся 7 марта 2015 года против клуба «Старбункер» (Маарду).
В 2016 году закончил карьеру футболиста.

## Достижения
- Обладатель Кубка Латвии: 1999
- Серебряный призёр чемпионата Эстонии (2): 2001, 2007
- Бронзовый призёр чемпионата Эстонии (6): 1994/1995, 2005, 2008, 2009, 2010, 2011
- Обладатель Суперкубка Эстонии (2): 2007, 2008

## Интересные факты
- В детстве болел за московский «Спартак», выступавший в чемпионате СССР[2].
- У Станислава нет гражданства Эстонии, он принадлежит к категории «неграждан»[7].[нет в источнике]  В связи с этим он также никогда не привлекался в сборную Эстонии.[источник не указан 1209 дней]